# Vallée du Rio Doce
 (février 2025).
Si vous disposez d'ouvrages ou d'articles de référence ou si vous connaissez des sites web de qualité traitant du thème abordé ici, merci de compléter l'article en donnant les références utiles à sa vérifiabilité et en les liant à la section « Notes et références ».
La vallée du Rio Doce est l'une des 12 mésorégions de l'État du Minas Gerais. Elle regroupe 102 municipalités groupées en 7 microrégions.

## Données
La région compte 1 588 122 habitants pour 41 810 km2.

## Microrégions[1]
La mésorégion de la vallée du Rio Doce est subdivisée en 7 microrégions:
- Aimorés
- Caratinga
- Governador Valadares
- Guanhães
- Ipatinga
- Mantena
- Peçanha